# Ecphyadophora tenuissima
Ecphyadophora tenuissima är en rundmaskart. Ecphyadophora tenuissima ingår i släktet Ecphyadophora och familjen Neotylenchidae. Inga underarter finns listade i Catalogue of Life.